# Некрасов, Андрей Акимович
Андрей Акимович Некрасов (6 августа [19 августа] 1909 — 22 ноября 1993) — участник Великой Отечественной войны, помощник командира пулемётного взвода 201-го стрелкового полка 84-й стрелковой дивизии 4-й гвардейской армии 3-го Украинского фронта, старший сержант.

## Биография
Родился 6 августа (19 августа) 1909 год в деревне Ананьино Осинского уезда Пермской губернии ныне (Чернушинского района Пермского края). Работал плотником в колхозе, на торфоразработках.
С 1934 года проживал в Свердловске, где работал плотником в отделе капитального строительства завода «Металлист».
В Красной Армии с сентября 1941 года. На фронтах Великой Отечественной войны с января 1942 года.
Старший сержант Андрей Акимович Некрасов отличился 8 января 1945 года у деревни Мако, в районе венгерского города Секешфехервар, где 201-й стрелковый полк занял позиции с целью не дать немцам прорваться к Будапешту.
Сражаясь в течение трёх часов в окружении, оставшись один, он огнём пулемёта уничтожил более сотни вражеских солдат и офицеров, не позволив противнику выйти в тыл своему подразделению.
Командир 201-го стрелкового полка подполковник Ермишин, представляя старшего сержанта Некрасова А. А. к присвоению звания Героя Советского Союза, написал в наградном листе, что Некрасов

 «израсходовав все патроны, как верный сын Родины, предпочёл смерть плену, застрелился из автомата».
О героической гибели Некрасова появилась заметка в солдатской газете «Красный воин».

Указом Президиума Верховного Совета СССР от 29 июня 1945 года за образцовое выполнение боевых заданий командования на фронте борьбы с немецко-фашистским захватчиками и проявленные при этом мужество и героизм старшему сержанту Некрасову Андрею Акимовичу посмертно присвоено звание Героя Советского Союза. 

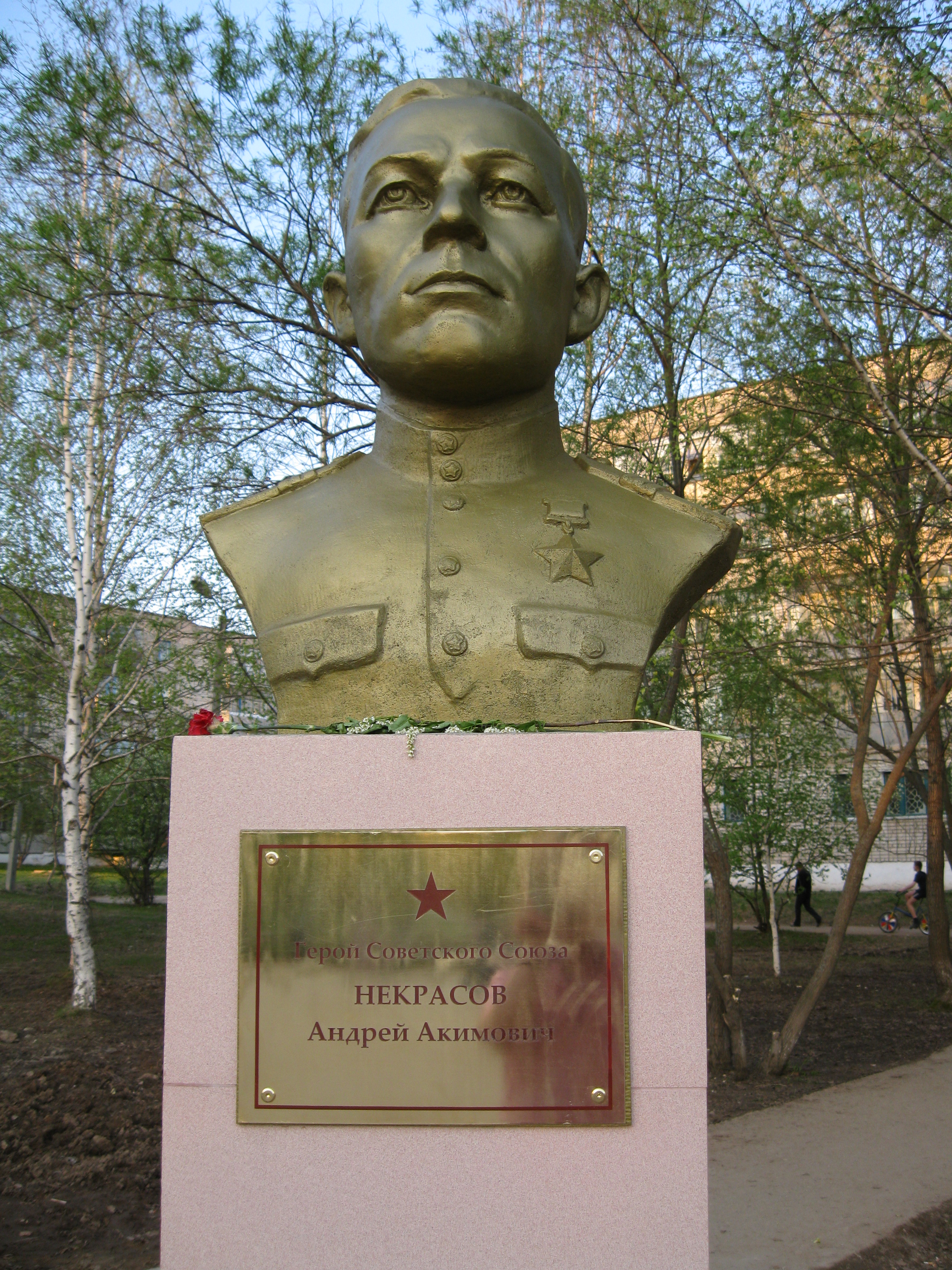
Бюст Андрея Акимовича Некрасова на Аллее Славы в городе Чернушка.

Но Андрей Акимович остался в живых. Пролежав несколько часов на поле боя без сознания, старший сержант очнулся, услышав над собой немецкую речь. Он попытался отстегнуть гранату с пояса, но придавленный землёй и пулемётом, обессиленный от большой потери крови, он не мог даже пошевелиться. Немцы вытащили его из окопа, и Некрасов оказался в плену.
После окончания войны и освобождения из плена А. А. Некрасов был демобилизован и в ноябре 1945 года вернулся в родную деревню Ананьино, где стал работать плотником в колхозе, а затем до 1969 года — в геолого-поисковой конторе треста «Пермнефтеразведка» объединения «Пермнефть» Миннефтепрома СССР.
Медаль «Золотая Звезда» и Орден Ленина Герою Советского Союза А. А. Некрасову вручили только в 1953 году.
Жил в городе Чернушка Пермской области. Умер 22 ноября 1993 года. Похоронен в родном селе.

## Награды
- Медаль «Золотая Звезда» Героя Советского Союза (29.06.1945, № 10855).
- Орден Ленина (29.06.1945).
- Орден Отечественной войны 1 степени (1985).

## Память
- Бюст А. А. Некрасова в числе 12 Героев Советского Союза и 2 полных кавалеров ордена Славы, жителей Чернушинского района, установлен на Аллее Славы, открытой 9 мая 2010 года в городе Чернушка.